# Amine Chermiti
Amine Chermiti, né le 26 décembre 1987 à Sfax, est un footballeur international tunisien qui évolue au poste d'avant-centre entre 2005 et 2020.

## Carrière
Ce bachelier, fils d'un ingénieur agricole et d'une institutrice, est formé au centre de la Jeunesse sportive kairouanaise comme d'autres sportifs tels que Khaled Badra, Zouhaier Dhaouadi, ou encore Hamdi Kasraoui.

### Clubs
Chermiti commence sa carrière à la Jeunesse sportive kairouanaise en 1998 et joue ses premiers matchs professionnels au cours de la saison 2005-2006.
Il rejoint ensuite l'équipe de l'Étoile sportive du Sahel (ESS) où il marque sept buts durant sa première saison. Il remporte avec son équipe le championnat de Tunisie au terme de la saison 2006-2007 et surtout la Ligue des champions de la CAF en novembre 2007, en marquant huit buts pendant cette compétition parmi lesquels le deuxième but de la finale jouée au Caire contre le club égyptien d'Al Ahly SC. En outre, il marque un but, provoquant un penalty pendant un match joué durant la coupe du monde des clubs 2007 contre les Urawa Red Diamonds (Japon), et obtient avec son équipe la quatrième place dans cette compétition alors qu'il n'a pas encore fêté son vingtième anniversaire. En février 2008, il est choisi comme le meilleur joueur de la précédente Ligue des champions de la CAF. Le 23 février, il remporte avec son club la Supercoupe de la CAF.
Les clubs européens s'intéressent alors à ses capacités. Ainsi, en janvier 2008, Newcastle United se positionne pour acquérir le jeune attaquant, qui est également convoité par l'Olympique de Marseille et le Hambourg SV. Le 12 juillet, Chermiti annonce son départ pour le Hertha BSC, ce qui est confirmé par le club le 6 août. Chermiti se blesse cependant au genou droit lors d'un match contre le NK Ljubljana, comptant pour les qualifications de la coupe de l'UEFA, le maintenant loin des terrains pendant trois mois. Il revient le 6 décembre à l'occasion d'un match contre le FC Schalke 04, remplaçant Andriy Voronin à la 77e minute.
Pour la saison 2009-2010, il est prêté au club saoudien d'Al-Ittihad, aidant son équipe à se qualifier pour la Ligue des champions de l'AFC, qu'elle perd face au Pohang Steelers (1-2), et à retrouver la Premier League. Le 30 juin 2010, il retrouve le Hertha BSC, qui a rétrogradé entretemps dans la 2. Bundesliga. Michael Preetz décide cependant de résilier son contrat.
Le club suisse du FC Zurich signe avec lui un contrat de quatre ans. Il joue son premier match contre le FC Sion le 31 juillet 2010, après être entré sur le terrain à la 68e minute. Le premier but qu'il marque intervient lors d'un match contre le FC Thoune, joué à l'extérieur le 11 septembre. Au cours de la saison, Chermiti marque neuf fois au cours de 17 matchs. Durant la saison 2011-2012, il ne marque que deux buts face au FC Bâle et au FC Lausanne-Sport.
Le 10 février 2013, il revient après de longs mois de blessures en marquant contre le FC Lausanne-Sport à la cinquième minute de jeu (victoire sur un score de 2-0).
En janvier 2016, il s'engage avec le Gazélec Football Club Ajaccio, évoluant en Ligue 1.
Le 11 juillet 2016, il signe en faveur d'Al Arabi. Le 27 juillet 2017, il retourne à l'ESS avec un contrat de deux ans.
Le 2 février 2019, il rejoint le Al-Fayha FC après la résiliation de son contrat avec l'ESS. Le 9 août, il rejoint Mumbai City.

### Équipe nationale
Chermiti honore sa première participation avec la sélection tunisienne le 2 juin 2007 contre les Seychelles (4-0) et inscrit son premier but à cette occasion.
Il participe à la CAN 2008 tenue au Ghana, sur convocation de Roger Lemerre, où la Tunisie sort en quarts de finale, face au Cameroun. Il fait également partie des 23 joueurs convoqués par Faouzi Benzarti pour la CAN 2010 tenue en Angola. À l'occasion d'un match contre le Cameroun, le 21 janvier 2010, il entre dans l'histoire de la phase finale de la CAN en enregistrant le but le plus rapide, à la 47e seconde de jeu. Il participe également à la CAN 2012 et à la CAN 2015.

### Après carrière
En août 2024, il est nommé vice-président de son ancien club, l'Étoile sportive du Sahel, sous la présidence de Zoubaier Baya. Il est également membre du comité sportif du club aux côtés d'autres anciens joueurs tels que Yassine Chikhaoui et Aymen Abdennour.

## Palmarès

### Étoile sportive du Sahel
- Championnat de Tunisie (1) : 2007[3]
- Ligue des champions de la CAF (1) : 2007[3]
- Supercoupe de la CAF (1) :  2008

### Ittihad FC
- Coupe du Roi d'Arabie saoudite (1) : 2010

### FC Zurich
- Coupe de Suisse de football (1) : 2014

### Distinctions
- Ballon d'or tunisien en 2007[11]
- Meilleur joueur africain de la Ligue des champions de la CAF 2007

### Buts en sélection
|    | Date            | Lieu                               | Adversaire | Score | Résultat | Compétition                       |
| -- | --------------- | ---------------------------------- | ---------- | ----- | -------- | --------------------------------- |
| 1. | 20 août 2008    | Stade du 7-Novembre, Radès         | Angola     | 1 - 0 | 1-1      | Match amical                      |
| 2. | 2 juin 2009     | Stade du 7-Novembre, Radès         | Seychelles | 4 - 0 | 4 - 0    | Éliminatoires Coupe du monde 2010 |
| 3. | 9 janvier 2010  | Stade olympique d'El Menzah, Tunis | Gambie     | 1 - 2 | 1 - 2    | Match amical                      |
| 4. | 21 janvier 2010 | Estádio Alto da Chela, Lubango     | Cameroun   | 1 - 0 | 2-2      | CAN 2010                          |
| 5. | 10 octobre 2011 | Stade de Kégué, Lomé               | Togo       | 1 - 2 | 1 - 2    | Éliminatoires CAN 2012            |
| 6. | 9 janvier 2012  | Stade de Sharjah, Charjah          | Soudan     | 3 - 0 | 3 - 0    | Match amical                      |

## Vie privée
Il se marie en décembre 2011 à Sidi Bou Ali en présence de plusieurs personnalités, dont Ahmed Néjib Chebbi, Houcine El Efrit et Emna Fakher, et des joueurs Radhouane Felhi, Bilel Ifa, Mehdi Meriah, Aymen Mathlouthi, Yassine Chikhaoui, Chaker Zouaghi, Ammar Jemal, Mohamed Ali Nafkha et Zouhaier Dhaouadi.
Le cousin de Chermiti, Youssef Chermiti, est un footballeur professionnel portugais.